# Amalia van Hannover

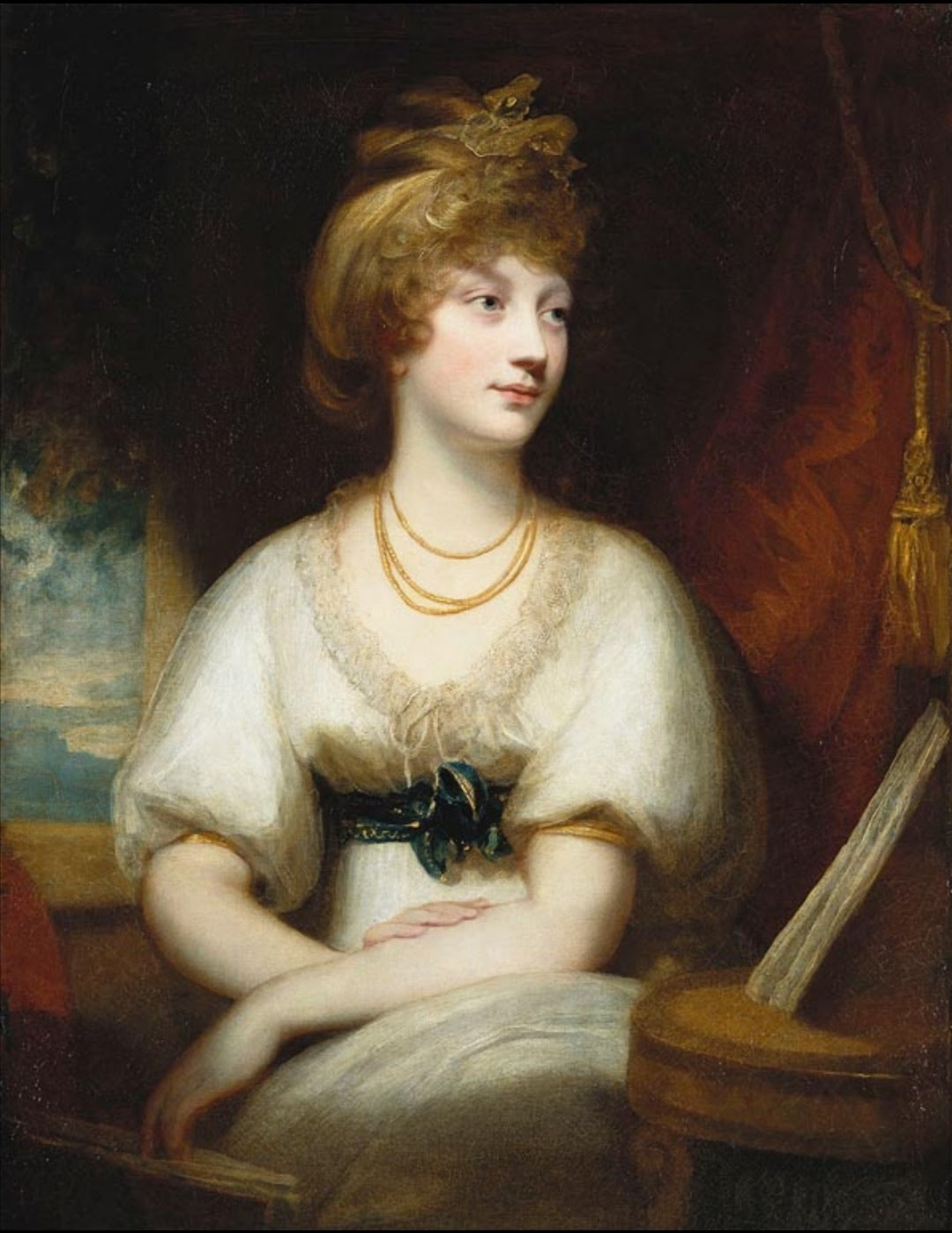
Prinses Amalia

Amalia van Hannover (Windsor, 7 augustus 1783 — aldaar, 2 november 1810) was als dochter van koning George III van het Verenigd Koninkrijk lid van de Britse koninklijke familie.

## Levensloop

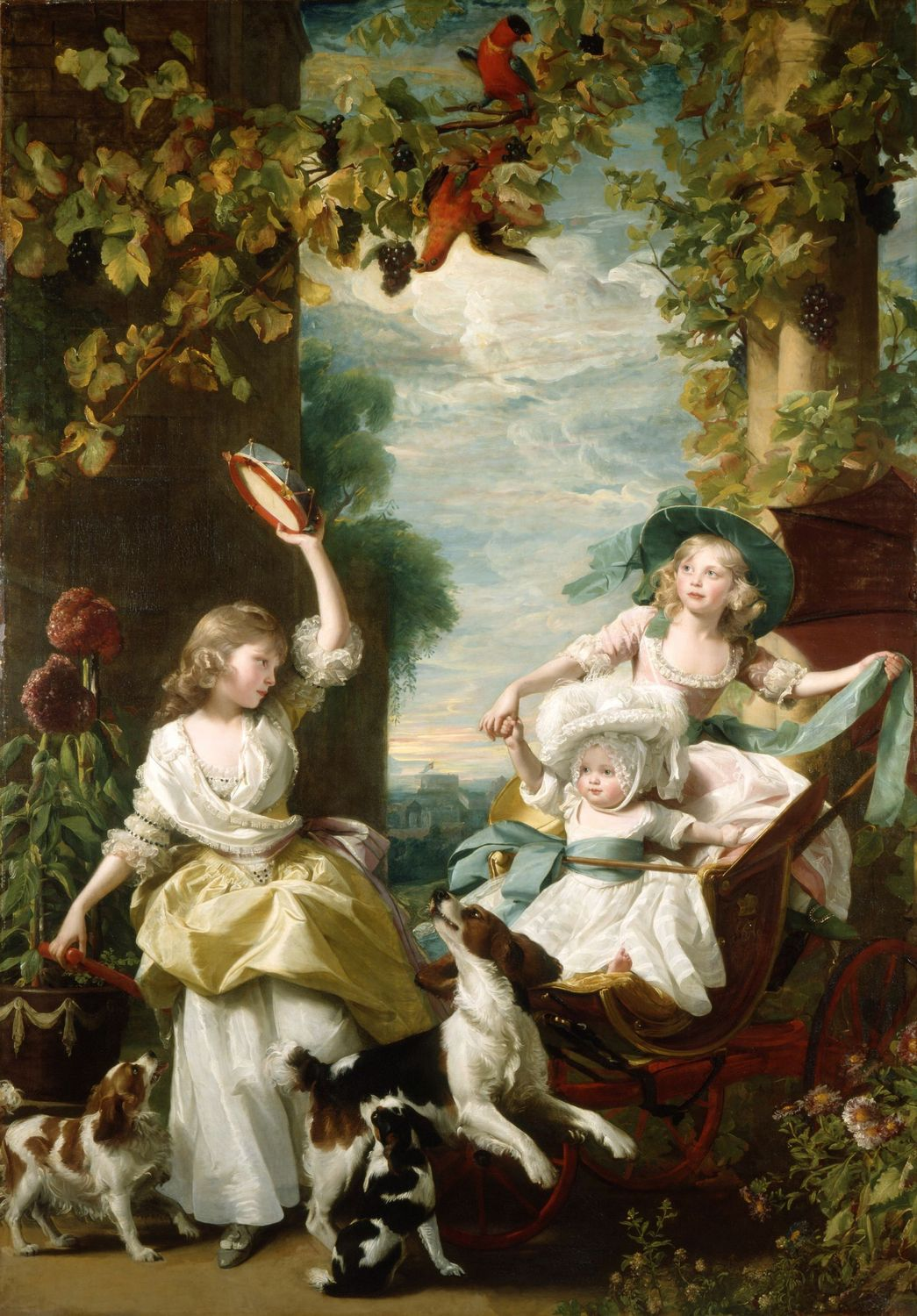
Prinses Amalia met haar twee oudere zusters. Vooraan staat prinses Maria en achter Amalia staat prinses Sophia

Prinses Amalia werd geboren in het Royal Lodge, dat ligt op het landgoed van Windsor Castle. Ze was het jongste kind van koning George III en koningin Charlotte. Bij haar geboorte kreeg ze de titel Hare Koninklijke Hoogheid De Prinses Amalia. Voor haar hadden George en Charlotte nog twee zoontjes gehad, die echter zeer jong waren overleden. De prinses werd dan ook met alle zorg omringd. Van Amalia werd gezegd dat ze de favoriete dochter van koning George III was en hij haar “Emily” noemde. De prinses werd in 1795 ernstig ziek door tuberculose en de huidziekte wondroos. Door haar zwakke gezondheid heeft Amalia zich niet volledig ontwikkeld in haar vaardigheden, al was ze behoorlijk goed op de piano. Op haar vijftiende leed ze aan verlammingsverschijnselen aan haar knie, waarna ze naar Worthing ging om daar in de zee te kunnen baden. Dit had een gunstig effect op haar gezondheid en werd later vaker herhaald.
Amalia en haar zussen werden zeer beschermd opgevoed, waardoor ze geen mogelijke huwelijkspartners van hun eigen leeftijd ontmoetten. Een aantal van haar zussen is dan ook nooit getrouwd. Zelf werd Amalia verliefd op de eenentwintig jaar oudere adjudant, sir Charles FitzRoy. Koningin Charlotte verbood haar echter met hem te trouwen. 
In 1808 ging het zo slecht met haar dat ze gedeeltelijk invalide werd. Het jaar daarop ging het iets beter en mocht ze af en toe in de tuin lopen. Deze vooruitgang was echter tijdelijk; Amalia stierf in 1810 op 27-jarige leeftijd na een langdurig ziekbed. Het was een grote schok voor haar vader; zijn al slechte (geestelijke) gezondheid ging ernstig achteruit. Amalia werd op 13 november bijgezet in de koninklijke crypte in de St George's Chapel van Windsor Castle.
- Biblioteca Nacional de España: XX5448681
- Bibliothèque nationale de France: cb16296566z (data)
- Gemeinsame Normdatei: 1019729929
- Library of Congress Control Number: n2005047975
- Nationale Bibliotheek van Israël: 987007294353805171
- Nederlandse Thesaurus van Auteursnamen: 271536489
- Virtual International Authority File: 231822883
- WorldCat: E39PBJkT6Mxwh94fJP9JTWtkDq